# Highbury (London)

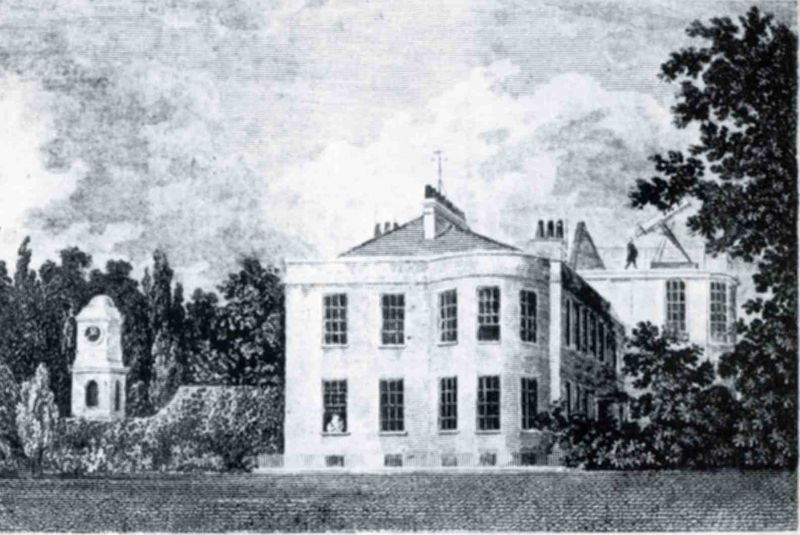
Highbury House, Highbury (etwa 1800)

Highbury ist ein Ortsteil des London Borough of Islington.
Das Highbury-Stadion, von 1913 bis 2006 Heimstätte des Fußballvereins FC Arsenal, befand sich in Highbury. Der FC Arsenal zog 2006 in das Emirates Stadium um, das sich in Holloway befindet. An der Stelle des Highbury-Stadions befindet sich heute eine Highbury Square genannte Apartment-Anlage mit 700 Wohneinheiten.

## Geographie und Lage
Highbury befindet sich 4,4 km nördlich des Zentrums von London und hat eine Fläche von ungefähr 2 km².

## Demographie
Entsprechend der Volkszählung von 2022 lebten 13.808 Menschen in Highbury. 75 % der Einwohner waren demnach weißer Hautfarbe, 11 % schwarz und 6 % asiatisch. 40 % der Wohnungen sind Eigentumswohnungen.

## Erwähnung in Kunst und Literatur
In Highbury gab es ein Filmstudio in der Straße Highbury New Park 65A. Es stand in Verbindung mit einer nahegelegenen Ausbildungsstätte in einer ehemaligen Kirche. Die Studios wurden 1890 errichtet, ursprünglich als Konservatorium. Ab 1926 wurden sie von dem Label Piccadilly als Aufnahmestudio genutzt, im Jahr 1933 umbenannt in Highbury Filmstudios. 1954 kaufte die Rank Organisation die Studios auf. Aufgrund von finanziellen Schwierigkeiten wurden sie 1960 geschlossen und geschleift. Das Gelände wird heute von Athenaeum Court genutzt.

### Film und Fernsehen
- Killing Her Softly wurde teilweise im Highbury New Park gedreht.
- Der Film Ballfieber wurde um das ehemalige Arsenalstadium herum aufgenommen sowie beim Highbury Hill.
- Vier Hochzeiten und ein Todesfall beginnt mit einer Szene, in der Hugh Grant versucht, ein Taxi an der Highbury Corner anzuhalten und endet vor den Häusern bei Highbury Fields.
- Der fiktive Mr. Bean lebt in Highbury.

## Persönlichkeiten
- Philip Fysh (1835–1919), australischer Politiker
- Harold E. M. Barlow (1899–1989), Elektroingenieur

## Nahegelegene Orte
- Finsbury Park, nördlich von Highbury
- Holloway, westlich von Highbury
- Islington und Canonbury, südlich von Highbury
- Newington Green, östlich von Highbury
- Stoke Newington, nördlich von Highbury
- Harringay, nördlich von Highbury

## Verkehr
Nahegelegene U-Bahn-Stationen:
- Arsenal
- Finsbury Park
- Holloway Road

Nahegelegene Bahnhöfe:
- Highbury & Islington
- Canonbury
- Drayton Park
- Finsbury Park